# Доссо Діарасуба
Доссо Діарасуба (д/н — бл. 1820) — 2-й фаама (володар) держави Нафана у 1760—1815/1820 роках.

## Життєпис
Походив з династії Діарасуба. Ймовірно онук фаами Коми. Близько 1760 успадкував трон. За його правління держава досягла найбільшого піднесення. Втім жорсткі податки, перевага бамбара в усіх посадах, обмеження пдемен малінке та нафани почала призводити до конфліктів.
1815 року відбулося повстання клану Торон, який фаама не зміг швидко придушити. Цим скористався Вакаба Туре, очільник малінке, що також повстав. Зазнав від нього поразок, але коли саме Доссо помер достемено невідомо. До 1820 року він напевне помер. Йому змінив Дйондо Діарасуба.